# Ken Sugimori
Ken Sugimori (杉森建, Sugimori Ken, né le 27 janvier 1966) est un dessinateur et créateur de jeu vidéo japonais. Il est surtout connu pour être le principal créateur de l'apparence des Pokémon et du graphisme général des jeux de la série Pokémon.

## Carrière
Au début des années 1980, il découvre un fanzine intitulé Game Freak dans une boutique spécialisée puis, intéressé, contacte les auteurs. Satoshi Tajiri, le fondateur du fanzine le recrute. Sugimori y travaillera comme dessinateur jusqu'en 1986. En 1989, Tajiri et lui décident de transformer la société Game Freak pour la spécialiser dans le développement de jeux vidéo. Leur premier projet, Mendel Palace est édité par Namco au Japon. Plusieurs jeux suivent pour les sociétés Nintendo ou Sega. Dès les débuts de la société, il coopère avec le compositeur principal Junichi Masuda.
En 1996, la société sort Pokémon Rouge et Vert grâce à l'éditeur Nintendo, un projet en préparation de longue date. Il s'agit d'un jeu de rôle simple d'accès pour la Game Boy, basé sur l'élevage et la collection de créatures imaginaires (les Pokémon). Sugimori imagine l'apparence de ces très nombreuses créatures qui sont au cœur du système de jeu, tandis que Tajiri s'occupe du game design et dirige la création. Au bout de quelques semaines, le jeu connait un gros succès, qui va toujours en grandissant. Après la sortie occidentale en 1998, le jeu s'est vendu à plusieurs millions d'exemplaires.
De très nombreuses suites et jeux dérivés sont ensuite produits. Sugimori garde sa place de directeur graphique dans les opus de la série principale.

## Travaux
Jeu vidéo
| Nom du jeu                                                  | Année de sortie | Rôle                                                                                               |
| ----------------------------------------------------------- | --------------- | -------------------------------------------------------------------------------------------------- |
| Mendel Palace                                               | 1989            | Création des personnages                                                                           |
| Smart Ball                                                  | 1991            | Game design, création des personnages                                                              |
| Magical Tarurūto-kun                                        | 1992            | Direction, game design, création graphique                                                         |
| Pulseman                                                    | 1994            | Direction, game design, graphisme                                                                  |
| Pokémon Rouge et Bleu                                       | 1996            | Création des personnages, création des monstres                                                    |
| Bushi Seiryuuden: Futari no Yuusha                          | 1997            | Graphismes                                                                                         |
| Pokémon Trading Card Game                                   | 1998            | Illustration des cartes                                                                            |
| Pokémon Jaune : Édition spéciale Pikachu                    | 1998            | Création des personnages, création des monstres                                                    |
| Pokémon Or et Argent                                        | 1999            | Directeur des graphismes, création des monstres                                                    |
| Pokémon Cristal                                             | 2000            | Directeur des graphismes, création des monstres                                                    |
| Pokémon Rubis et Saphir                                     | 2002            | Directeur artistique, création graphique, création des monstres                                    |
| Pokémon Box: Ruby & Sapphire                                | 2003            | Designer                                                                                           |
| Pokémon Channel                                             | 2004            | Superviseur, concept art                                                                           |
| Pokémon Émeraude                                            | 2004            | Directeur artistique, création graphique, création des monstres, création de la boîte et du manuel |
| Pokémon Rouge Feu et Vert Feuille                           | 2004            | Directeur artistique, création graphique, création des pokémons                                    |
| Pokémon Dash                                                | 2005            | Illustration de la boîte                                                                           |
| Drill Dozer                                                 | 2005            | Directeur, game design                                                                             |
| Pokémon : Donjon mystère - Équipe de secours rouge et bleue | 2006            | Illustration de la boîte                                                                           |
| Pokémon Perle et Diamant                                    | 2006            | Directeur artistique, création graphique, création des Pokémon                                     |
| Pokémon Platine                                             | 2008            | Directeur artistique, création graphique                                                           |
| Pokémon Or HeartGold et Argent SoulSilver                   | 2009            | Création des pokémon, superviseur graphique                                                        |
| Pokémon : Donjon mystère - Explorateurs du ciel             | 2009            | Illustration de la boîte                                                                           |
| Pokémon Noir et Blanc                                       | 2010            | Directeur artistique, création de nouveaux pokémons                                                |
| Pokémon Noir 2 et Blanc 2                                   | 2012            | Directeur artistique                                                                               |
| Pokémon X et Y                                              | 2013            | Directeur artistique, création des pokémons, design de la région.                                  |

Films d'Animation
- Pokémon (TV)
- Pokémon : Mewtwo Contre-Attaque
- Pokémon 2 : Le Pouvoir est en toi
- Pokémon 3 : Le Sort des Zarbi